# Casa della Vittoria
La Casa della Vittoria (nota anche come Casa del Carrera, o Casa dei Draghi), o Palazzo della Vittoria, è un edificio storico di Torino, considerato uno dei più interessanti esempi di residenza civile in stile neogotico presenti nel capoluogo piemontese.
Compresa nel quartiere Cit Turin, la Casa della Vittoria è al centro di un'area di grande interesse architettonico che può contare un'alta densità di esempi di Liberty e Neogotico, comprendendo anche il confinante San Donato. 

## Storia
Tra l'Ottocento e il Novecento il quartiere residenziale Cit Turin fu epicentro di un'intensa attività edilizia prevalentemente orientata allo stile Liberty. Parallelamente al naturalismo esasperato di questo stile si sviluppò la corrente del Neogotico e, oltre alla chiesa di Gesù Nazareno, gli esempi di tale contaminazione nel quartiere sono l'abitazione dello stesso cavalier Carrera di Magnano (Biella) e la Casa della Vittoria. 
Commissionata nel 1918 dal Carrera all'ingegner Gottardo Gussoni per celebrare la vittoria del primo conflitto mondiale, essa fu completata nel 1920, rappresentando un segno di ripresa del settore edilizio post bellico. A confermare tale affermazione è la lapide posta sulla facciata.

## Caratteristiche
L'edificio si sviluppa su cinque piani di altezza e sorge sull'asse di corso Francia, nell'elegante quartiere residenziale Cit Turin. 
Esso è in stile eclettico con evidenti incursioni di neogotico francesizzante riscontrabili nei dettagli strutturali 
come il portale e l'atrio di ingresso, le balaustre di balconi e scale interne e il pronunciato bow-window angolare con bifore e trifore a tutto sesto, che culmina con una torretta merlata. 
Di grande evidenza è il complesso apparato decorativo dei prospetti principali caratterizzato dall'ampio uso di elementi in litocemento, decorazioni allegoriche e zoomorfe, tra cui la coppia di grandi draghi che fiancheggiano l'ampio portale d'ingresso in legno; è proprio la presenza di questi elementi decorativi che, negli anni, gli ha valso il nome di "casa dei draghi". 
La decorazione parte dalla base dei prospetti principali simulando un bugnato lapideo a fasce orizzontali estendendosi fino al piano nobile. A questo livello le finestre sono arricchite da una cornice che alla base riporta stemmi raffiguranti allegorie che scandiscono la facciata, alternandosi alle coppie di draghi che sostengono le balaustre dei balconi del piano superiore. Le restanti finestre ad arco riportano cornici più semplici, mentre i due grandi bovindi centrali riportano bifore a tutto sesto e culminano anch'essi con un terrazzo. 

L'edificio presenta una smussatura e una nicchia sull'angolo della via accanto. Essa era stata originariamente concepita per ospitare una statua che però non vi è mai stata collocata.

## Trasporti
M1 Metropolitana, fermata Principi d'Acaja.

## Galleria d'immagini

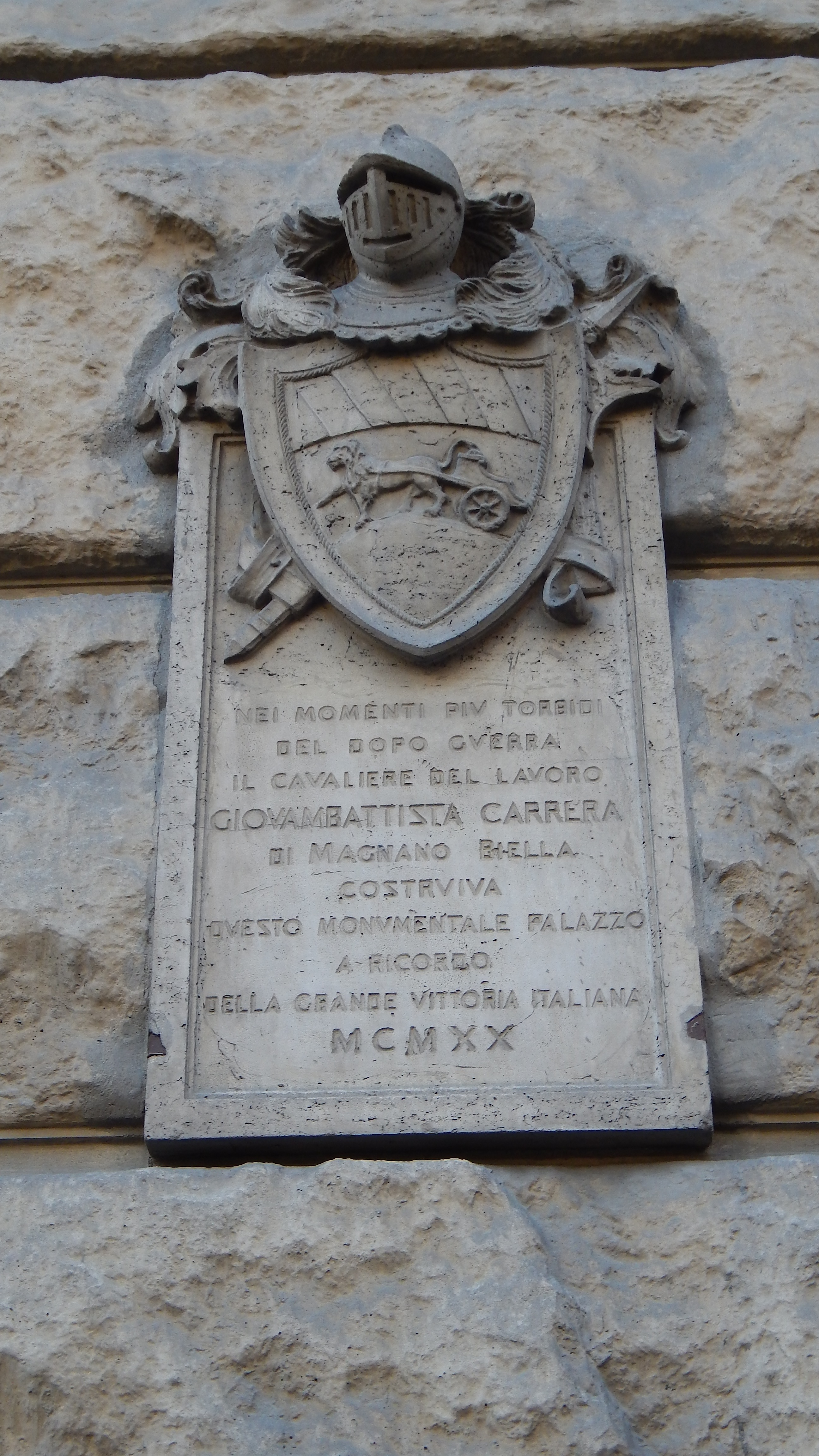
L'iscrizione sulla facciata con lo stemma della famiglia Carrera.
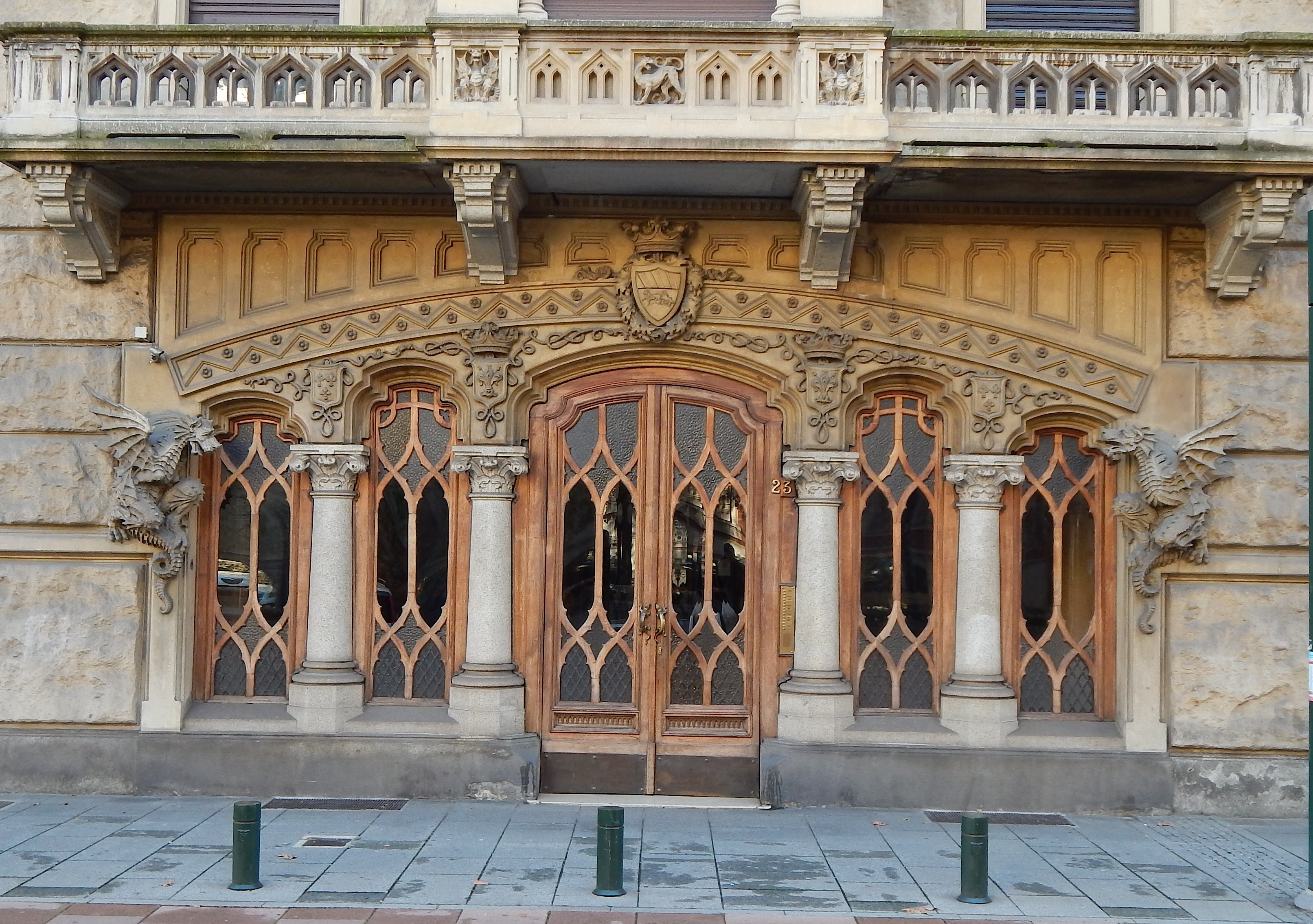
L'ampio portale di ingresso sormontato dallo stemma della famiglia Carrera.
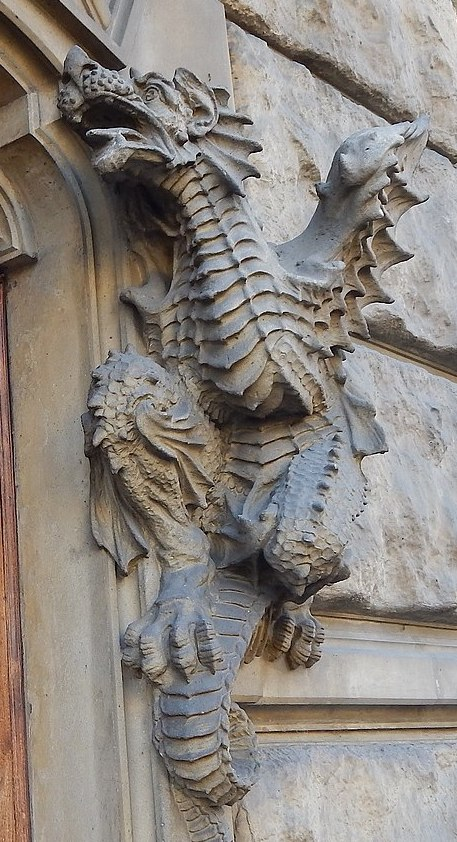
Dettaglio del drago di destra
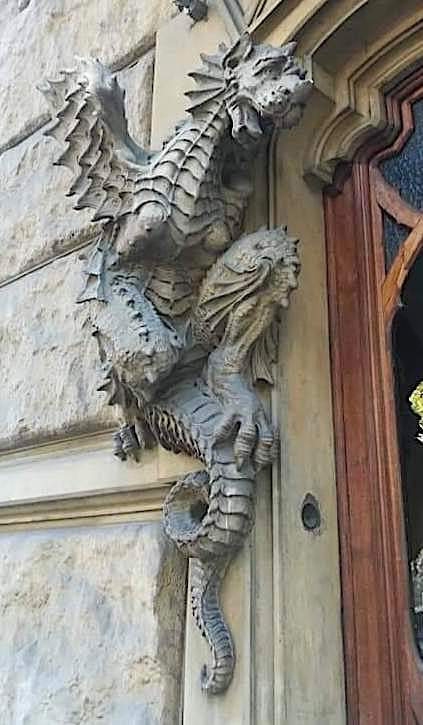
Dettaglio del drago di sinistra, con particolari che lo definiscono femmina
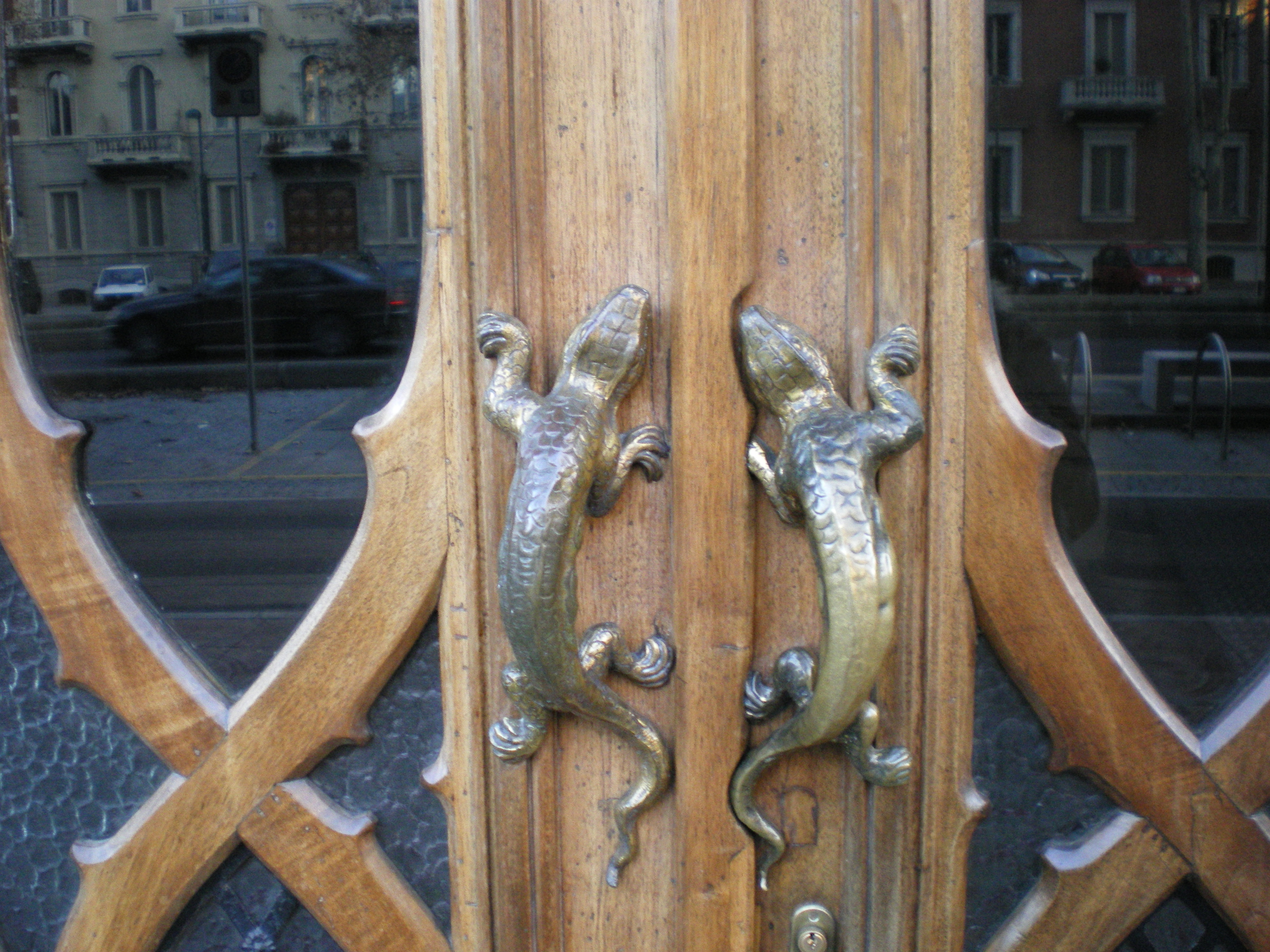
Dettaglio delle maniglie del portone d'ingresso